# 헤임달

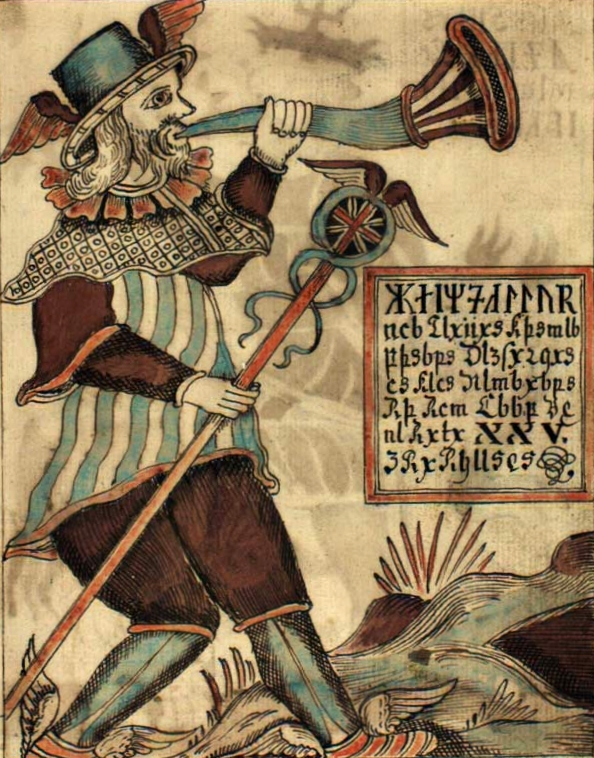
걀라르호른을 들고 있는 헤임달

헤임달(고대 노르드어: Heimdallr, 아이슬란드어: Heimdallur 헤임다들뤼르)은 노르드 신화에서 뿔나팔 걀라르호른을 가진 신으로, 굴톱프라는 황금 갈기의 말을 가지고 있으며, 황금으로 된 이빨을 가졌고, 아홉 명의 어미에게서 태어났다. 헤임달은 중간계와 천상계를 잇는 무지개다리 비프로스트가 천상계와 닿는 지점에 위치한 히민뵤르그라는 부동산을 가지고 있으며 여기서 봉밀주를 마시면서 라그나로크의 전조를 감시한다. 헤임달은 인간 세계에 사회계급을 만들어낸 자라고도 한다. 그는 라그나로크 때 로키와 서로를 죽이고 동귀어진하게 될 운명이다. 헤임달의 다른 이름으로는 리그(Rig), 할린스키디(Hallinskiði), 굴린탄니(Gullintanni), 빈들레르(Vindlér), 빈드흘레르(Vindhlér)가 있다.
헤임달이 언급되는 문헌은 13세기 이전 서사시들의 모음집인 《고 에다》 및 13세기에 아이슬란드 문인 스노리 스투를루손이 쓴 《신 에다》와 《헤임스크링글라》가 있으며, 잉글랜드에서 발견되는 룬 문자 각석에도 헤임달의 이름이 보인다. 또 〈헤임달의 주문가〉라는 시가 나머지는 다 소실되고 두 구절만 전하고 있는데, 이 구절이 매우 난해하고 문제적인지라 학자들은 헤임달의 정체에 관해 다양한 해석들을 내놓고 있다.

## 같이 보기
- 게르만 신화의 신 목록
- 게르만 신화